# Jan Wilusz (burmistrz)
Jan Kazimierz Wilusz (ur. 20 marca 1875 w Jaśle, zm. 21 października 1948) – działacz społeczny, prawnik, burmistrz Jasła

## Życiorys
Urodził się w rodzinie mieszczańskiej w Jaśle, był synem Józefa (1824–1884) i Antoniny z Biesiadzkich (1835–1918). Ukończył gimnazjum w Jaśle, maturę zdał w 1893. Podczas nauki w gimnazjum jasielskim był członkiem tajnej organizacji uczniowskiej „Związek Żuawów”. Studiował na wydziale prawa Uniwersytetu Franciszkańskiego we Lwowie, który ukończył z tytułem dr praw (1902). Podczas studiów we Lwowie związał się ze Związkiem Młodzieży Polskiej „Zet”. Po studiach pracował w administracji skarbowej – był kontrolerem w urzędach podatkowych w Chodorowie (1903) i Skole (1904–1907). Po powrocie do Jasła prowadził kancelarię adwokacką (1907–1939) przy Sądzie Obwodowym w Jaśle. Należał do Krakowskiej Izby Adwokackiej. Był członkiem Stronnictwa Narodowo-Demokratycznego, przewodniczącym komitetu szpitala powszechnego w Jaśle (1909–1914) oraz Naczelnikiem Związku Gimnastycznego „Sokół” w Jaśle (1911–1918), prezesem Związku Okręgowego i Naczelnikiem w Jaśle Krajowego Związku Ochotniczych Straży Pożarnych (1912–1914), członkiem i działaczem Galicyjskiego Towarzystwa Gospodarskiego, członkiem Komitetu GTG (13 czerwca 1912 – 28 czerwca 1913). Od 1914 w Komitecie Narodowym zajmował się organizowaniem Legionów Polskich w Jaśle. W latach I wojny światowej, po wprowadzeniu zarządu komisarycznego, stał na czele Zarządu Tymczasowego Miasta Jasła (1915–1918).
W niepodległej Polsce nadal prowadził kancelarię w Jaśle. Był członkiem koła jasielskiego II oddziału w Krakowie Związku Adwokatów Polskich. Był burmistrzem Jasła (1921–1931). Podczas jego rządów w mieście przebudowano wiele ulic i kanałów miejskich, udało się także zakończyć w 1927 trwającą od początku wieku przebudowę Ratusza. Rozbudowano Rzeźnię miejską. Przeprowadzono także odkupienie elektrowni miejskiej od Banku Hipotecznego we Lwowie. Jako burmistrz starał się także o utworzenie w Jaśle Seminarium Nauczycielskiego. Ze względu na konflikt części radnych z burmistrzem, którzy zarzucili mu przekroczenie wydatków na przebudowę ratusza w 1931 został odwołany ze stanowiska, a w mieście wprowadzono zarząd komisaryczny. W wyborach w 1939 został wprawdzie wybrany ponownie burmistrzem ale wyboru tego nie zatwierdził wojewoda.
Po wojnie był adwokatem w Gorlicach. Zmarł 21 października 1948. Pochowany 25 października 1948 na cmentarzu Rakowickim w Krakowie.

## Rodzina
30 listopada 1907 ożenił się z Zofią z Małdzińskich (1889–1953). Mieli syna Tadeusza i córkę.

## Ordery i odznaczenia
- Krzyż Kawalerski Orderu Odrodzenia Polski (10 listopada 1928)[13]